# Паста (лекарственная форма)
Паста (лат. Pasta) — мазь плотной консистенции (суспензионная), содержание порошкообразных веществ в которой превышает 20 %.
Обладает подсушивающим действием, используется при выписывании вяжущих, прижигающих, антисептических средств.

## Классификация
1. Дерматологические:
  - лечебные;
  - защитные.
2. Зубоврачебные;
3. Зубные.

## Физические свойства
Повышение концентрации дисперсной фазы к гранично возможной величине в агрегативно стойких суспензиях приводит к формированию высококонцентрированных суспензий, которые называются пастами. Как и выходные суспензии, пасты агрегативно стойки в присутствии достаточного количества сильных стабилизаторов, когда частички дисперсной фазы в них хорошо сольватированны и разделены тонкими плёнками жидкости, которая служит дисперсной средой. Вследствие малой части дисперсной среды в пасте, вся она практически связана в сольватных плёнках, которые разделяют частички. Отсутствие свободной редкой фазы добавляет таким системам высокую вязкость и некоторую механическую прочность. За счёт многочисленных контактов между частичками в пастах может идти образование пространственных структур и наблюдаются явления тиксотропии.